# Menufontaine
Menufontaine (Waals: Mnufontinne, Duits: Munerhof) is een dorp dat deel uitmaakt van de Belgische gemeente Fauvillers in de provincie Luxemburg in het Waals gewest.
Deelgemeenten: Fauvillers · Hollange · Tintange

Overige dorpen: Bodange · Burnon · Honville · Hotte · Malmaison · Menufontaine · Sainlez · Strainchamps · Warnach · Wisembach

Belgische gemeenten · Arrondissement Bastenaken · Luxemburg · Wallonië